# إميبرونيوم
إميبرونيوم Emepronium هو دواء مضاد للكولنرجي يستخدم في الطب البولي كمضاد تشنج, يمكن أن يسبب تقرح المريء، لذلك يجب أن يؤخذ في وضع الانتصاب مع كميات كافية من السوائل.